# Даттон, Джеймс
Джеймс Бенджамин Даттон (англ. James Benjamin Dutton; род. 21 февраля 1954) — бывший губернатор Гибралтара, генерал-лейтенант Королевской морской пехоты Великобритании в отставке.

## Биография
В начале своей карьеры занимал множество разных постов, пока не получил под командование 40-й батальон коммандо. В звании бригадира занимал два высоких поста: директора политики НАТО в Министерстве обороны Великобритании и британского представителя в Пентагоне. После атаки 11 сентября 2001 года участвовал в планировании вторжения в Афганистан, что многие газеты назвали началом взлёта его карьеры.
Даттон возглавил 3-ю бригаду коммандо, проходившую службу в Афганистане. В 2003 году командовал бригадой в Иракской войне, получив в распоряжение другие подразделения Британской армии и Корпуса морской пехоты США. Таким образом, он стал первым со времени Второй мировой войны британцем, командовавшим американскими солдатами. Его подчинённые участвовали в самых первых, наиболее тяжёлых боях войны.
В звании генерала получил в командование Королевскую морскую пехоту. Оставаясь на этом посту, в 2005 году вернулся в Ирак, чтобы возглавить юго-восточную дивизию многонациональных сил. Здесь он привлёк внимание СМИ, обвинив Иран в поддержке иракского сопротивления. Перед отставкой Даттон получил назначение заместителем командующего ISAF в Афганистане и занимал этот пост с 2008 по 2009 год. Ушёл в отставку в 2010 году в звании лейтенант-генерала.
В конце 2013 года назначен губернатором Гибралтара, однако в сентябре 2015 года добровольно покинул свой пост, не дожидаясь окончания официального срока. В официальном заявлении Даттон указал, что пошёл на этот шаг по причинам личного и профессионального характера, однако, по неофициальным сведениям, он принял решение а ответ на «беззубую» политику Великобритании в ответ на возросшее давление Испании на британскую заморскую территорию.